# VTV 1
VTV1 est une chaîne de télévision généraliste publique vietnamienne, appartenant à la compagnie nationale de télévision Télé-Viêt Nam (Đài Truyền hình Việt Nam).

## Histoire de la chaîne
Le 7 septembre 1970, la République socialiste du Vietnam (Nord-Vietnam) lance sa chaîne de télévision, Télé-Viêt Nam, grâce à une aide technique cubaine. Elle émet de manière intermittente pendant la guerre du Viêt Nam.
Après la réunification du pays, en 1976, Télé-Viêt Nam (VTV) devient le diffuseur officiel de l'ensemble du Viêt Nam. Émanation du ministère de l'information et de la communication, elle relève également du cabinet du Premier ministre et du Comité central du Parti communiste vietnamien. Elle relaie la politique du gouvernement dont elle constitue longtemps le principal relais d'expression, avec la radio Voix du Vietnam (Đài Tiếng nói Việt Nam) et le quotidien Nhân Dân.
La chaîne passe à la diffusion en couleur en 1978.
En 1990, elle prend le nom de VTV1, après le lancement d'une seconde chaîne de télévision, VTV 2.

## Programme
VTV1 est une chaîne de télévision généraliste, diffusant essentiellement des informations (en vietnamien, mais aussi, depuis 1993, un bulletin en français), des magazines politiques, ainsi que du divertissement. Jusqu'au début des années 2000, la première chaîne émettait à raison de 11 heures 30 par jour, de 5 heures du matin à 10 heures, puis, après une période d'interruption, de 17 heures à 23 heures 30. Elle émet désormais sans interruption. L'un des grands rendez-vous de la chaîne est le journal télévisé (NEWS), qui se décline en plusieurs éditions. Celle du soir, diffusée à 19 heures, était enregistrée jusqu'en 1998, date à laquelle elle a commencé à être diffusée en direct. Ce grand rendez-vous d'information est suivi quotidiennement par environ 23 millions de téléspectateurs.
- Détails : Liste des émissions de la Télévision Vietnamienne (vi)

## Diffusion
La chaîne est diffusée sur le réseau analogique hertzien dans une grande partie du territoire (environ 87 %), sur les réseaux câblés ainsi que par satellite afin de pallier les zones d'ombres. Une grande partie de ses émissions servent à alimenter VTV4, chaîne à vocation internationale qui est reprise sur de nombreux satellites dans le monde entier.